# Phil Angelides

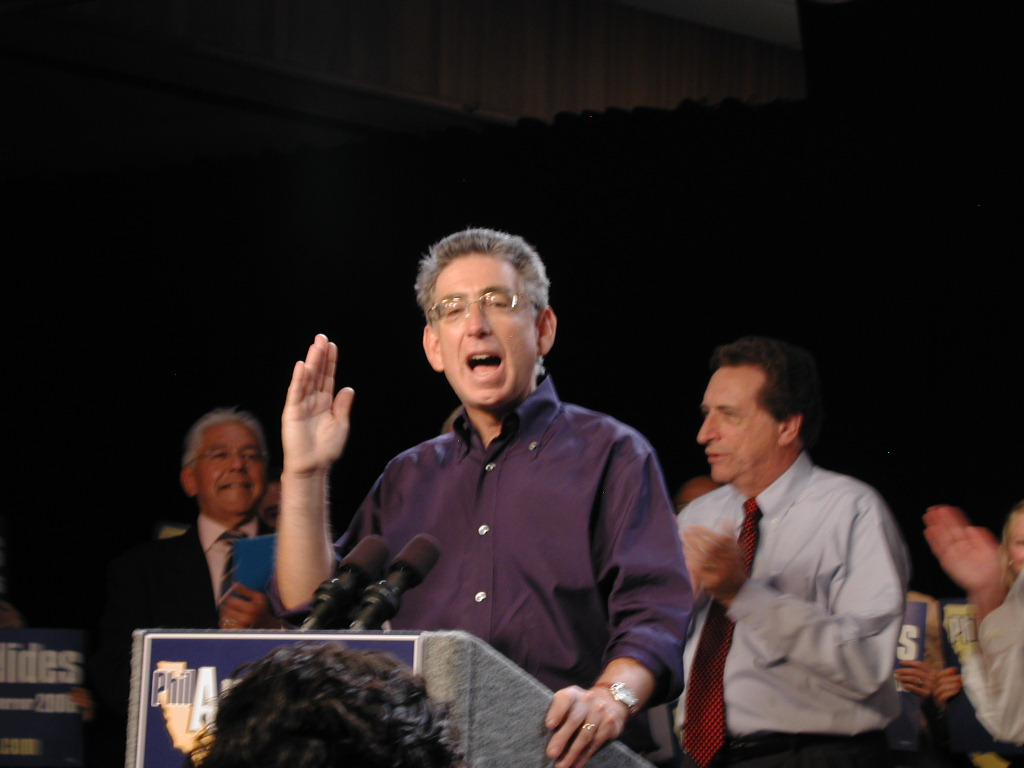
Fotografia de Phil Angelides, 11 de agosto de 2006

Philip Nicholas "Phil" Angelides (pronúncia inglesa, AFI: /ˌændʒɨˈliːdɨs/) (11 de junho de 1953, Sacramento, Califórnia), é um político estadunidense que fora o Tesoureiro de Estado da Califórnia e teve uma nomeação por seu partido (Partido Democrata) à Eleição para governador da Califórnia em 2006 mal-sucedida.

## Infância
Os pais de Phil Angelides foram Helen e Jerry Angelides, que eram imigrantes gregos em Sacramento (Califórnia). Durante sua infância, seu pai encorajava-o e ao seu irmão Kimon a aprender sobre geografia e o governo dos Estados Unidos e os testava semanalmente. Angelides foi educado na The Thacher School em Ojai, Califórnia e graduou-se pela Universidade de Harvard em 1974, especializando-se em governo como um amigo da Coro Foundation. Angelides e sua esposa, Julie, residem em Sacramento com suas três filhas - Megan, Christina, e Arianna. Sua filha mais velha, Megan Garcia-Angelides, foi a coordenadora do campus da campanha eleitoral de seu pai em 2006.